# Haider Aboubaker al-Attas
Haider Aboubaker al-Attas (arabe : حيدر أبو بكر العطاس), né le 5 avril 1939 à Huraidha (ar) (Qu'aiti), est un homme d'État yéménite. Désigné Premier ministre par le président Ali Abdallah Saleh lors de la réunification du Yémen du Sud et du Yémen du Nord en 1990. Il resta à ce poste jusqu'en 1994. Il est membre du Parti socialiste yéménite.

## Biographie
Avant la réunification, il fut Premier ministre (1985–1986) et président du Præsidium du Conseil populaire suprême (en) (1986–1990) de la république démocratique populaire du Yémen (Yémen du Sud).
De 1990 à 1994, il est Premier ministre du Yémen, jusqu'à son limogeage par le Conseil présidentiel,.
Il participa activement à la guerre civile de 1994 en devenant Premier ministre de la partie sécessionniste du pays, révolte qui fut finalement matée deux mois plus tard.